# Eco Adriatica
L'Eco Adriatica è una nave traghetto Ro-Ro appartenente alla società italiana Gruppo Grimaldi.

## Servizio
Varato il 6 marzo 2022 nel cantiere navale Nanjing Jinglin Shipyard di Nanchino per il Gruppo Grimaldi alla quale viene consegnato 1º luglio successivo, giunge nel porto di Salerno il giorno stesso e viene immesso nei collegamenti tra Salerno, Cagliari, Palma di Maiorca e Sagunto.

## Navi gemelle
- Eco Barcellona
- Eco Livorno
- Eco Savona
- Eco Valencia
- Eco Catania
- Eco Malta
- Eco Mediterranea
- Eco Italia
- Eco Salerno
- Eco Napoli